# 格瓦斯

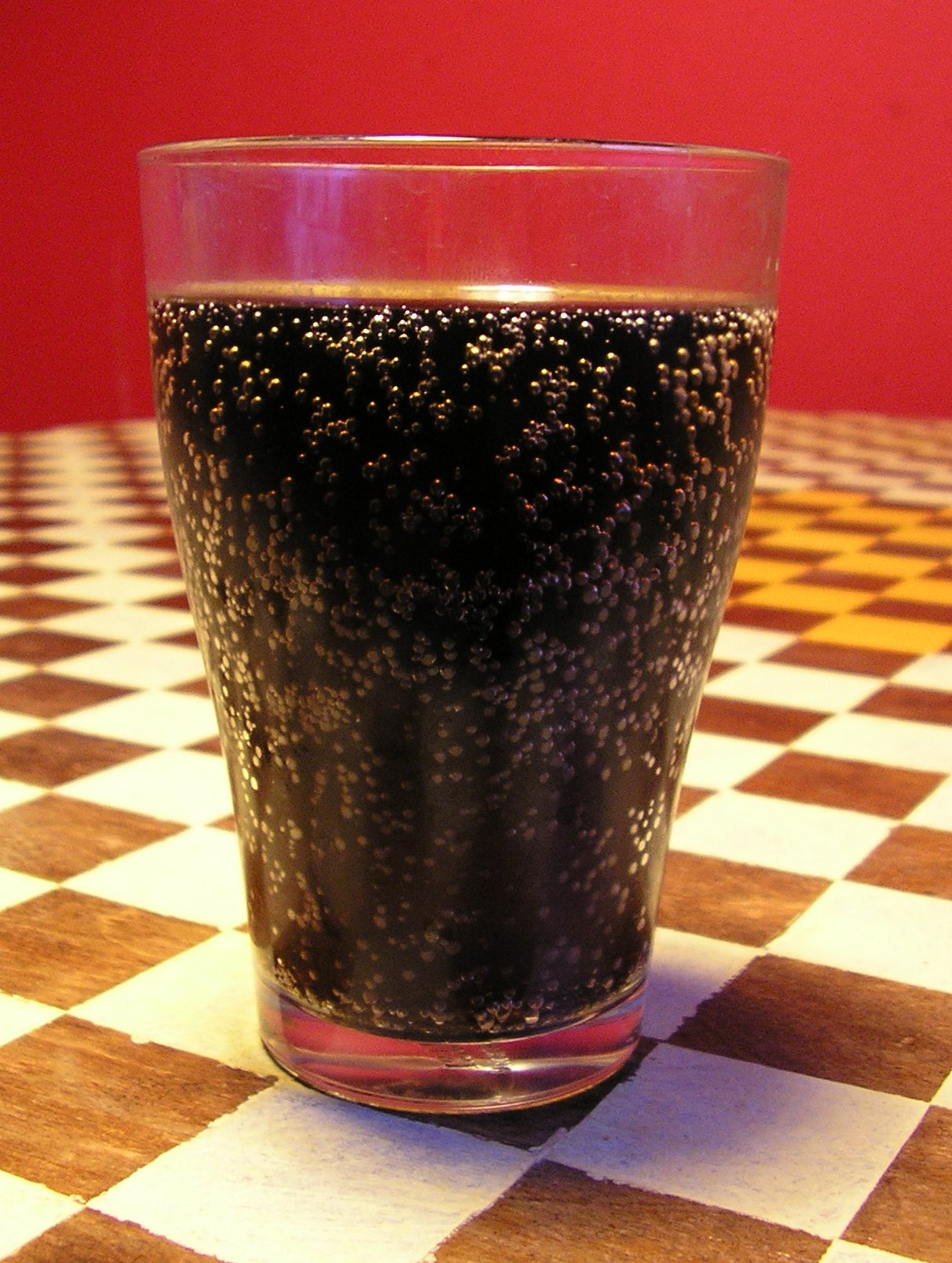
一杯格瓦斯

格瓦斯亦作克瓦斯、卡瓦斯（转写：kvasŭ，来源于原始斯拉夫语kvasъ，直譯為“酵母”或“发酵”，现代俄語，本意指“酸”），是一種盛行於俄羅斯、烏克蘭等東歐國家的一种低度酒精的飲料，口感酸甜，有少量二氧化碳，以黑麦面包发酵而成。由於酒精含量低，通常最多1.2%甚至无酒精，因此兒童也可以飲用，广受歡迎。饮料常以水果或香草調味（例如草莓或薄荷）。俄國人在夏天也以它製作俄羅斯凍湯（окрошка）。除了東歐，在中國東北，尤其是在哈爾濱克瓦斯也比較受歡迎（當地譯格瓦斯）。

## 歷史
格瓦斯自古以来在东欧就是很常见的一种饮料。其悠久的歷史可以与古埃及的大麦啤酒，中国的米酒以及拉美的奇恰酒等饮料相媲美。甚至有人将其与美国可乐、德国啤酒和保加利亚布扎并称为世界四大民族饮品。据说，格瓦斯最早就是利用没有吃完的面包干与面包屑所酿造出的朴素的饮料。
格瓦斯第一次出现在古俄罗斯编年史书中的时间是公元989年。在彼得大帝时代，格瓦斯逐渐成为了流行于各阶层的饮料。在19世纪时，由于部分地区缺乏淡水，甚至有报告显示农民、僧侣等对格瓦斯消耗过度。
如今，格瓦斯生产在东欧地区有着数百万美元的产业规模，格瓦斯由原先的夏日冷饮变为了罐装饮料，全年销售。

## 製作

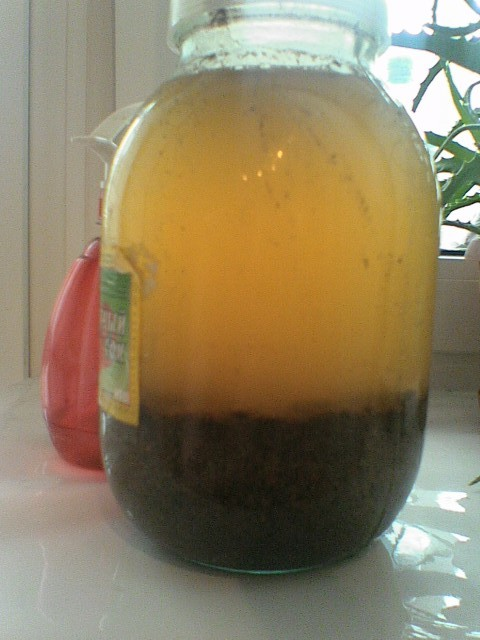
一扎發酵中的自酿格瓦斯

格瓦斯采用以小麥、黑麥或大麥烤製成的麵包，天然發酵而成。也可以加上水果、漿果、葡萄乾，或者是在春天採集的樺樹汁。
現今家庭製作的格瓦斯通常用黑麵包，事先撕成小片烤脆稱為（sukhari）或用油炸，加上糖或水果（蘋果或葡萄乾）以及酵母（zakvasska，意思是「格瓦斯的发酵麯」）。飲用時也可不過濾，以保留風味和營養。商業製作则與普通汽水分別不大，以糖、碳酸水、麥芽和調味料製成。

## 营养
格瓦斯由于由酵母或乳酸菌发酵而成，含有大量乳酸、醋酸和二氧化碳，有帮助消化和促进新陈代谢的作用，并对心血管系统有利。格瓦斯还含有游离氨基酸，糖类和矿物质，并含有丰富的维生素B1和维生素E，这些营养素可以说明其有益的特性，有稳定血压，调节血脂的功效。

## 文化

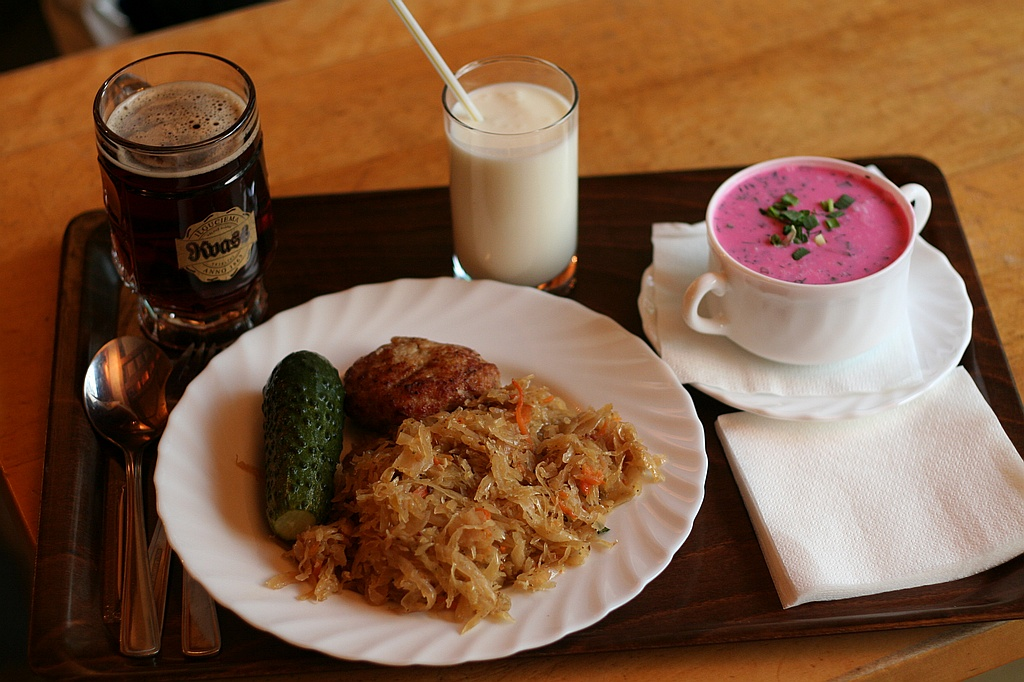
以格瓦斯（左上）配拉脫維亞式晚餐

19世纪，西欧各国在工业革命的浪潮下，经济蓬勃发展。相比之下，俄国仍在农奴制下处于贫穷落后的面貌。部分狭隘的保守主义者认为应当抛弃彼得一世的改革政策，从古老的俄罗斯宗法体系内寻找使国家前进的良方。作家果戈理讥讽这一类知识分子所倡导的即为“格瓦斯爱国主义”。
十月革命后诞生的苏联，为宣传爱国主义，同样积极倡导饮用格瓦斯。其后由于粮食减产，格瓦斯甚至一度成为一种特权的标志。
苏联解体初期，格瓦斯在可乐等西方饮料的冲击下一度衰微。后来格瓦斯随俄罗斯爱国思潮的复兴而重新回归市场。

## 分布

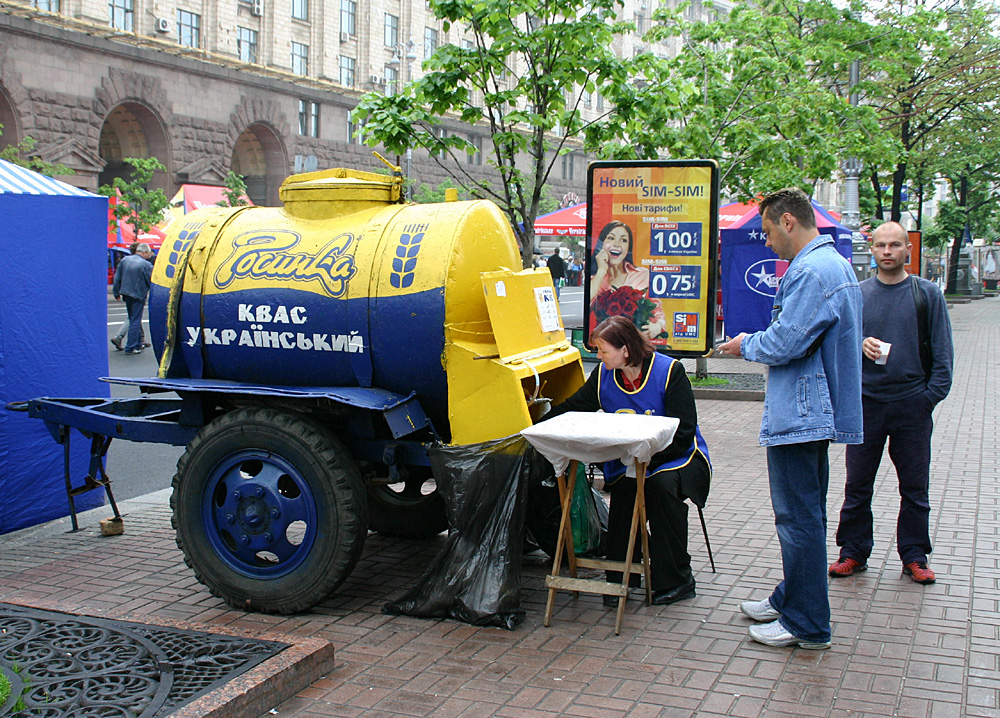
基輔街头销售散装格瓦斯的小攤

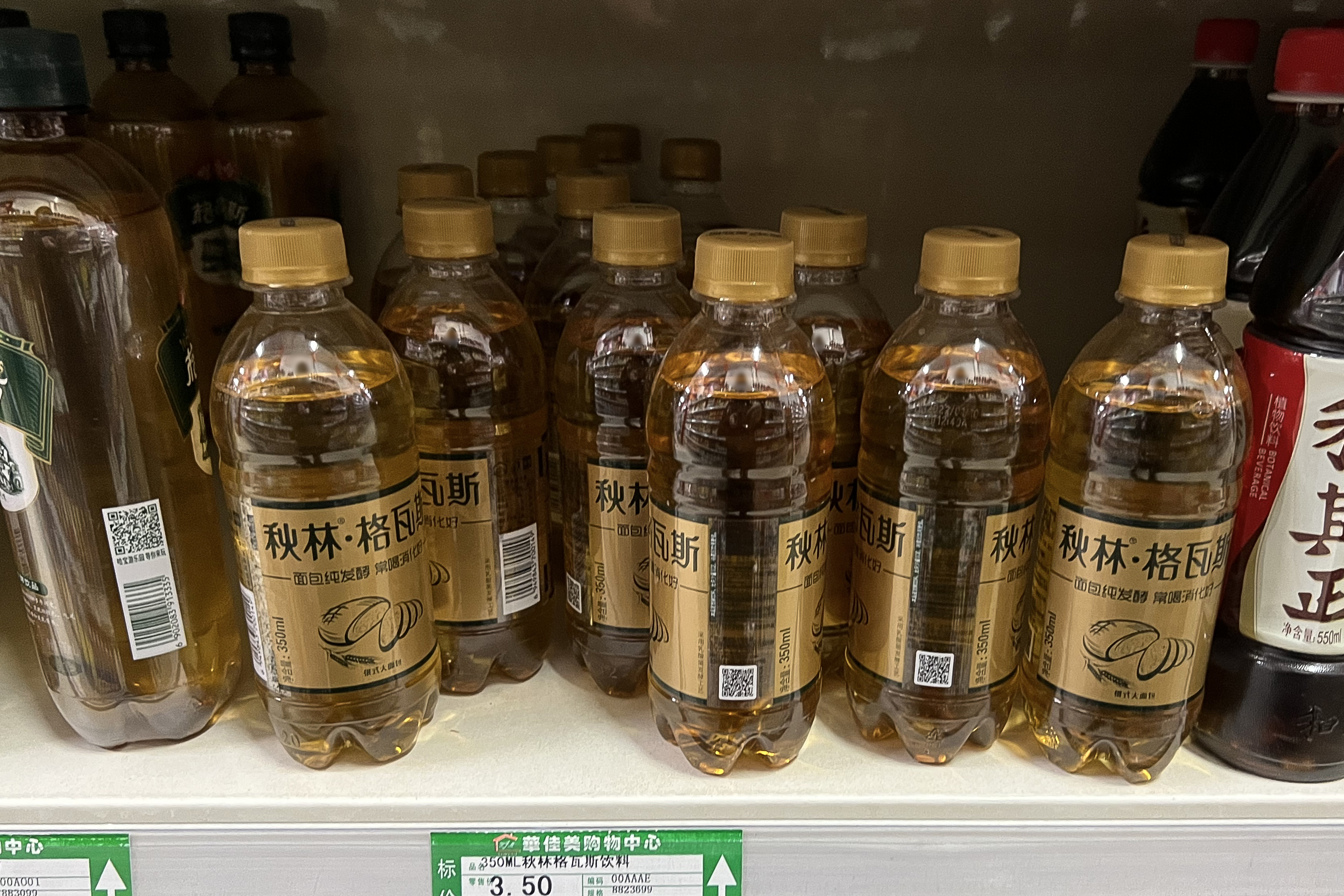
哈尔滨超市销售的瓶装格瓦斯

格瓦斯可以称为俄罗斯的国家饮料，因此也广泛传播到原俄罗斯帝国以及原苏联境内各地区。但自從蘇聯解體以後，拉脫維亞政府基於衛生的原因禁止在街上售賣格瓦斯，而不少廠商也因經濟動盪而結業，可口可樂乘機進駐並攻佔了軟性飲料市場。但在1998年，當地的廠商推出瓶裝的格瓦斯，配以積極的營銷手法，價格比可口可樂低一半。三年以後，佔領了30%的市場，可口可樂的市場佔有率亦由65%下降至44%，亦令其在拉脫維亞虧損了100萬美元（1999-2000年）。類似情況在其他波羅的海國家也有出現。可口可樂於是以收購格瓦斯廠並在自己的廠房生產格瓦斯作反擊 （稱為 Pilskalna Kvass）。
由于俄國19世紀末在中国的殖民統治，并在俄国移民的强势影响下，格瓦斯也傳入了中國東北和新疆，并成為當地人喜愛的飲料。现在在哈爾濱和新疆的超市內可以購買到格瓦斯（又译为“卡瓦斯”或“格瓦奇”）。现今中国大陆娃哈哈也早已开始生产出售一款叫做“娃哈哈格瓦斯”的饮料。

## 外部連結
- .   [2007-02-08]. （原始内容存档于2008-02-15） （英语）.